# Wo Long: Fallen Dynasty
『Wo Long: Fallen Dynasty』（ウォーロン フォールン ダイナスティ）は、Team NINJAが開発し、コーエーテクモゲームスより2023年3月3日に発売されたゲームソフト。ジャンルはアクションRPG。三国志を題材としており、ゲームタイトルの「Wo Long(ウォーロン)」は「臥龍」の中国語読みである。
対応プラットフォームはXbox Series X/S・Xbox One・PlayStation 5・PlayStation 4・Windows（Steam、MSストア）。また、発売時点からXbox Game Passに加わる。

## ゲームの内容
『仁王』『NINJA GAIDEN』シリーズなどを手掛けた「Team NINJA」による3DアクションRPG。ストーリーとしては、三国志をベースにダークファンタジー要素を加えた歴史ファンタジー。
時は西暦184年、後漢末期の中国。プレイヤーは一人の名もない義勇兵として、黄巾の乱に端を発する戦乱の世界へと身を投じ、官渡の戦いまでを描いている。作中では、三国志に登場する武将などのほかに、古代中国の神話や伝承などで語られる「妖魔」と呼ばれる存在も登場する。
基本となるシステムは『仁王』シリーズがベースとなっており、何度もリトライを繰り返しながら攻略を進めてゆく高い難易度は健在。「戦国死にゲー」と呼ばれる『仁王』と同様、ギリギリの死闘を征して高揚感を得られる体験を目指し作られている。
また、舞台が日本から中国に移ったことで雰囲気も一新。中国武術の動きを取り入れたスピード感のある剣戟アクションや、中国大陸の壮大な景色も特徴である。
2023年4月28日、コーエーテクモゲームスは全世界出荷本数が100万本を突破したと発表した。

## 開発
2021年10月26日に公開された、シブサワ・コウ40周年記念番組にて「Team NINJAによる三国志の新作アクションゲームを開発中」と発表され、その後2022年6月13日にタイトルを含めたゲーム情報の詳細が公開された。
本作は数々の三国志ゲームを手掛けたコーエーテクモゲームスにおいて、初のダークファンタジー風の三国志ゲームである。開発には『仁王』シリーズのスタッフに加え、かつて『Bloodborne』などのプロデューサーを務めた山際 眞晃が開発プロデューサーとして参加している。
本作のタイトルである「臥龍(ウォーロン)」は中国語で「眠れる龍」や「まだ世に知られていない逸材」を意味する言葉で、三国志の登場人物である諸葛亮孔明の異名でもある。時代設定が三国志の時系列としては初期にあたり、後に英雄となる人物たちも頭角を現していない頃の物語であることから、「臥龍たちのお話」という意味でタイトルがつけられた。

## 続編の構想
続編の構想について、開発プロデューサーの平山正和と山際眞晃はゲーム専門誌の取材で、「現状では計画自体は無いが（2024年3月時点）常に話はしている」と答えている。平山は『五丈原の戦い』、山際は『赤壁の戦い』のシナリオを機会があれば描いてみたいと話した。